# Takamitsu Yoshino
Takamitsu Yoshino (吉野 峻光 Yoshino Takamitsu?, nacido el 24 de abril de 1989 en Kioto) es un futbolista japonés que se desempeña como centrocampista.

## Trayectoria

### Clubes
| Club           | País      | Año         |
| -------------- | --------- | ----------- |
| Cerezo Osaka   | Japón     | 2012 - 2015 |
| Ventforet Kofu | Japón     | 2016        |
| Khonkaen FC    | Tailandia | 2017 -      |

## Estadística de carrera

### J. League
| Club           | Año   | J. League | J. League | Copa J. League | Copa J. League | Total | Total |
| Club           | Año   | Part.     | Goles     | Part.          | Goles          | Part. | Goles |
| -------------- | ----- | --------- | --------- | -------------- | -------------- | ----- | ----- |
| Cerezo Osaka   | 2012  | 5         | 0         | 4              | 0              | 9     | 0     |
| Cerezo Osaka   | 2013  | 0         | 0         | 0              | 0              | 0     | 0     |
| Cerezo Osaka   | 2014  | 2         | 0         | 2              | 0              | 4     | 0     |
| Cerezo Osaka   | 2015  | 17        | 0         | -              | -              | 17    | 0     |
| Ventforet Kofu | 2016  | 7         | 0         | 3              | 0              | 10    | 0     |
| Total          | Total | 31        | 0         | 9              | 0              | 40    | 0     |